# كسوف الشمس 2 أغسطس 2027
سيحدث كسوف كلي للشمس في معظم أنحاء نصف الكرة الشرقي الأوسط يوم الإثنين 2 أغسطس 2027. وسيبدأ عبر شرق المحيط الأطلسي ويمر عبر مضيق جبل طارق بين إسبانيا والمغرب .
ستكون الكلية مرئية في جنوب إسبانيا بالإضافة إلى أجزاء من شمال إفريقيا والشرق الأوسط ، بالإضافة إلى الطرف الشمالي من القرن الأفريقي .
بينما الخسوف الجزئي سيكون مرئي في معظم أنحاء نصف الكرة الشرقي. وستشمل المدن الرئيسية الواقعة تحت المسار الأقصر في وسط مصر ، وجدة ومكة جنوب المملكة العربية السعودية، وصنعاء في جنوب اليمن. سيكون الأول من بين ثلاثة كسوف كلي للشمس يمكن ملاحظته في تونس في القرن الحادي والعشرين، ويمر فوق الجزء الأوسط من البلاد.
سيتم ملاحظة أقصى مدة للمدة الكلية في مصر، حوالي 37 ميل (60 كـم) جنوب شرق الأقصر، وسيستغرق 6 دقائق و22 ثانية.

## الصور
مسار متحرك

## الخسوفات ذات الصلة

### كسوف في عام 2027
- كسوف حلقي للشمس يوم 6 فبراير .
- خسوف شبه قمري للقمر في 20 فبراير .
- خسوف شبه قمري للقمر في 18 يوليو .
- كسوف كلي للشمس في 2 أغسطس .
- خسوف شبه قمري للقمر في 17 أغسطس .

### كسوف الشمس 2026-2029
هذا الكسوف هو جزء من سلسلة كسوف الشمس 2026-2029. يتكرر الكسوف في كل 177 يومًا تقريبًا و 4 ساعات في العقد المتناوبة من مدار القمر.
| عقدة تصاعدية                                                                                    | عقدة تصاعدية                         |     | عقدة تنازلية                      | عقدة تنازلية |
| 121                                                                                             | كسوف الشمس 17 فبراير 2026 Annular    | 126 | كسوف الشمس 12 أغسطس 2026 Total    |              |
| 131                                                                                             | كسوف الشمس 6 فبراير 2027 Annular     | 136 | كسوف الشمس 2 أغسطس 2027 Total     |              |
| 141                                                                                             | كسوف الشمس 26 يناير 2028 Annular     | 146 | كسوف الشمس 22 يوليو 2028 Total    |              |
| 151                                                                                             | 2029 January 14 [الإنجليزية] Partial | 156 | 2029 July 11 [الإنجليزية] Partial |              |
| يحدث الكسوف الجزئي للشمس في 12 يونيو 2029 و 5 ديسمبر 2029 في مجموعة خسوف السنة القمرية التالية. |                                      |     |                                   |              |

### ساروس 136
يحتوي ساروس 136 ، الذي يتكرر كل 18 عامًا ، 11 يومًا ، على 71 حدثًا.
- بدأت السلسلة بكسوف جزئي للشمس في 14 يونيو 1360 ،
- وصل إلى أول خسوف حلقي في 8 سبتمبر 1504 ،
- كان حدثًا هجينًا من 22 نوفمبر 1612 حتى 17 يناير 1703
- خسوفًا كليًا من 27 يناير 1721. حتى 13 مايو 2496.
- ينتهي السلسلة في الحدث 71 ككسوف جزئي في 30 يوليو 2622 ،

مع استمرار المسلسل بأكمله 1262 عامًا. أطول خسوف حدث في 20 يونيو 1955 ، وكانت أقصى مدة إجمالية تبلغ 7 دقائق و 7.74 ثانية. تحدث جميع الكسوفات في هذه السلسلة عند العقدة الهابطة للقمر.
| تحدث أعضاء السلسلة 29-43 بين عامي 1865 و 2117 | تحدث أعضاء السلسلة 29-43 بين عامي 1865 و 2117 | تحدث أعضاء السلسلة 29-43 بين عامي 1865 و 2117 |
| 29                                            | 30                                            | 31                                            |
| --------------------------------------------- | --------------------------------------------- | --------------------------------------------- |
| Apr 25, 1865 [الإنجليزية]                     | May 6, 1883 [الإنجليزية]                      | May 18, 1901 [الإنجليزية]                     |
| 32                                            | 33                                            | 34                                            |
| May 29, 1919 [الإنجليزية]                     | Jun 8, 1937 [الإنجليزية]                      | Jun 20, 1955 [الإنجليزية]                     |
| 35                                            | 36                                            | 37                                            |
| Jun 30, 1973 [الإنجليزية]                     | Jul 11, 1991 [الإنجليزية]                     | كسوف الشمس في 22 يوليو 2009                   |
| 38                                            | 39                                            | 40                                            |
| كسوف الشمس 2 أغسطس 2027                       | Aug 12, 2045 [الإنجليزية]                     | Aug 24, 2063 [الإنجليزية]                     |
| 41                                            | 42                                            | 43                                            |
| Sep 3, 2081 [الإنجليزية]                      | Sep 14, 2099 [الإنجليزية]                     | Sep 26, 2117 [الإنجليزية]                     |

### سلسلة ميتونيك
تتكرر السلسلة ميتونيك كل 19 عامًا (6939.69 يومًا) ، وتستمر حوالي 5 دورات. يحدث الكسوف في نفس تاريخ التقويم تقريبًا. بالإضافة إلى ذلك ، تكرر سلسلة أوكتن الفرعية 1/5 من ذلك أو كل 3.8 سنوات (1387.94 يومًا). تحدث جميع الكسوفات في هذا الجدول عند العقدة الهابطة للقمر.
| سلسلة Octon مع 21 حدثًا بين 21 مايو 1993 و 2 أغسطس 2065 | سلسلة Octon مع 21 حدثًا بين 21 مايو 1993 و 2 أغسطس 2065 | سلسلة Octon مع 21 حدثًا بين 21 مايو 1993 و 2 أغسطس 2065 | سلسلة Octon مع 21 حدثًا بين 21 مايو 1993 و 2 أغسطس 2065 | سلسلة Octon مع 21 حدثًا بين 21 مايو 1993 و 2 أغسطس 2065 |
| من 20 إلى 21 مايو                                      | 8-9 مارس                                               | من 25 إلى 26 ديسمبر                                    | من 13 إلى 14 أكتوبر                                    | 1 - 2 أغسطس                                            |
| 98                                                     | 100                                                    | 102                                                    | 104                                                    | 106                                                    |
| ------------------------------------------------------ | ------------------------------------------------------ | ------------------------------------------------------ | ------------------------------------------------------ | ------------------------------------------------------ |
| May 21, 1955                                           | March 9, 1959                                          | December 26, 1962                                      | October 14, 1966                                       | August 2, 1970                                         |
| 108                                                    | 110                                                    | 112                                                    | 114                                                    | 116                                                    |
| May 21, 1974                                           | March 9, 1978                                          | December 26, 1981                                      | October 14, 1985                                       | August 1, 1989                                         |
| 118                                                    | 120                                                    | 122                                                    | 124                                                    | 126                                                    |
| May 21, 1993 [الإنجليزية]                              | March 9, 1997 [الإنجليزية]                             | December 25, 2000 [الإنجليزية]                         | كسوف الشمس 14 أكتوبر 2004                              | كسوف الشمس 1 أغسطس 2008                                |
| 128                                                    | 130                                                    | 132                                                    | 134                                                    | 136                                                    |
| كسوف الشمس 20 مايو 2012                                | كسوف الشمس 9 مارس 2016                                 | كسوف الشمس 26 ديسمبر 2019                              | كسوف الشمس 14 أكتوبر 2023                              | كسوف الشمس 2 أغسطس 2027                                |
| 138                                                    | 140                                                    | 142                                                    | 144                                                    | 146                                                    |
| May 21, 2031 [الإنجليزية]                              | March 9, 2035 [الإنجليزية]                             | December 26, 2038 [الإنجليزية]                         | October 14, 2042 [الإنجليزية]                          | August 2, 2046 [الإنجليزية]                            |
| 148                                                    | 150                                                    | 152                                                    | 154                                                    | 156                                                    |
| May 20, 2050 [الإنجليزية]                              | March 9, 2054 [الإنجليزية]                             | December 26, 2057 [الإنجليزية]                         | October 13, 2061 [الإنجليزية]                          | August 2, 2065 [الإنجليزية]                            |
| 158                                                    | 160                                                    | 162                                                    | 164                                                    | 166                                                    |
| May 20, 2069 [الإنجليزية]                              | March 8, 2073                                          | December 26, 2076                                      | October 13, 2080                                       | August 1, 2084                                         |

### سلسلة اينكس
هذا الكسوف هو جزء من دورة اينكس طويلة الأمد ، يتكرر عند العقد المتناوبة ، كل 358 شهرًا سينوديًا (≈ 10571.95 يومًا ، أو 29 عامًا ناقص 20 يومًا).
مظهرها وخط طولها غير منتظمين بسبب عدم التزامن مع الشهر غير الطبيعي (فترة الحضيض). ومع ذلك ، فإن مجموعات 3 دورات اينكس (87 سنة ناقص شهرين) تقترب (≈ 1،151.02 شهرًا غير طبيعي) ، لذا فإن الكسوف متشابه في هذه المجموعات.
| أعضاء سلسلة اينكس بين عامي 1901 و 2100: | أعضاء سلسلة اينكس بين عامي 1901 و 2100: | أعضاء سلسلة اينكس بين عامي 1901 و 2100: |
| --------------------------------------- | --------------------------------------- | --------------------------------------- |
| 22 نوفمبر 1919 (ساروس 141)              | 1 نوفمبر 1948 (ساروس 142)               | 12 أكتوبر 1977 (ساروس 143)              |
| 22 سبتمبر 2006 (ساروس 144)              | 2 سبتمبر 2035 (ساروس 145)               | 12 أغسطس 2064 (ساروس 146)               |
| 23 يوليو 2093 (ساروس 147)               |                                         |                                         |

### سلسلة تريتوس
هذا الكسوف هو جزء من دورة تريتوس ، يتكرر عند العقد المتناوبة كل 135 شهرًا متزامنًا (≈ 3986.63 يومًا ، أو 11 عامًا ناقص شهر واحد). مظهرها وخط طولها غير منتظمين بسبب نقص التزامن مع الشهر غير الطبيعي (فترة الحضيض) ، لكن التجمعات المكونة من 3 دورات تريتوس (33 عامًا ناقص 3 أشهر) تقترب (≈ 434.044 شهرًا غير طبيعي) ، لذا فإن الكسوف متشابه في هذه التجمعات.[بحاجة لمصدر]
| أعضاء سلسلة تريتوس بين عامي 1901 و 2100 | أعضاء سلسلة تريتوس بين عامي 1901 و 2100 | أعضاء سلسلة تريتوس بين عامي 1901 و 2100 | أعضاء سلسلة تريتوس بين عامي 1901 و 2100 |
| --------------------------------------- | --------------------------------------- | --------------------------------------- | --------------------------------------- |
| 9 سبتمبر 1904 (ساروس 133)               | 10 أغسطس 1915 (ساروس 134)               | 9 يوليو 1926 (ساروس 135)                |                                         |
| 8 يونيو 1937 (ساروس 136)                | 9 مايو 1948 (ساروس 137)                 | 8 أبريل 1959 (ساروس 138)                |                                         |
| 7 مارس 1970 (ساروس 139)                 | 4 فبراير 1981 (ساروس 140)               | 4 يناير 1992 (ساروس 141)                |                                         |
| 4 ديسمبر 2002 (ساروس 142)               | 3 نوفمبر 2013 (ساروس 143)               | 2 أكتوبر 2024 (ساروس 144)               |                                         |
| 2 سبتمبر 2035 (ساروس 145)               | 2 أغسطس 2046 (ساروس 146)                | 1 يوليو 2057 (ساروس 147)                |                                         |
| 31 مايو 2068 (ساروس 148)                | 1 مايو 2079 (ساروس 149)                 | 31 مارس 2090 (ساروس 150)                |                                         |

## روابط خارجية
- www.solar-eclipse.de - متوسط التغطية السحابية والمدن على طول مسار الكسوف
- http://eclipse.gsfc.nasa.gov/SEplot/SEplot2001/SE2026Feb17A. GIF
- مؤامرة كسوف ناسا